# Egyről a kettőre
Az Egyről a kettőre (eredeti cím: Step by Step) 1991-től 1998-ig vetített amerikai televíziós családi filmsorozat, amely 1991. szeptember 20-án az amerikai ABC csatornán mutatkozott be, mint szituációs komédia, hogy 7 évadon és 160 epizódon át (a CBS-re történő váltást követően) 1998. június 26-ig a nézőkkel maradjon és szerezzen örömteli pillanatokat. A sorozatot Magyarországon először az HBO tűzte műsorra 1996. május 8-án. A főcímdalt (Second Time Around) Jesse Frederick és Theresa James éneklik.

## Rövid leírás
A sorozat egy kisvárosban, a Wisconsin állambeli Port Washingtonban játszódik. Frank építési vállalkozó, Carolnak szépségszalonja van. Bár egy városban élnek, de nem találkoztak. Aztán a "véletlen" úgy hozza, hogy mindketten Jamaicára mennek nyaralni. Ott ismerkednek meg – szerelem első látásra, majd össze is házasodnak. Mikor hazajönnek, Frank Carolhoz költözik. Ez eddig egy szokványos történet lenne, ám itt jön a csavar: Frank nem egyedül, hanem az előző házasságából való három gyermekével állít be. Három gyerek nem sok, de már Carolnak is van három az előző házasságából... Természetesen a gyerekek ki nem állhatják egymást, de aztán szép lassan összekovácsolódik a népes család.

## Szereplők

### Foster család
Carol (Suzanne Somers)
- Ideges feleség / anya (160 epizód, 1991-1998)
- Magyar hangjai: Kovács Nóra , Csere Ágnes

Dana (Staci Keanan)
- Okos, de maximalista és igen érzékenyen érinti az erkölcs (159 epizód, 1991-1998)
- Magyar hang: Csondor Kata

Karen (Angela Watson)
- Egy törekvő modell, aki nagyon hiú (159 epizód, 1991-1998)
- Magyar hangjai: Somlai Edina, Zsigmond Tamara

Mark (Christopher Castile)
- Egy fiatal, aki mindig tanul. Később lesz barátnője, de ugyanúgy mindene a tanulás marad. (146 epizód, 1991-1998)
- Magyar hangjai: Előd Álmos, Stukovszky Tamás

### Lambert család
Frank (Patrick Duffy)
- A férj és apa, aki lelkes sportrajongó. Frank vállalkozó, saját építőipari vállalata van. (160 epizód, 1991-1998)
- Magyar hang: Csankó Zoltán

John Thomas, más néven "JT" (Brandon Call)
- Egy naplopó, a negyedik évadban kiderül, hogy diszlexiás. (160 epizód, 1991-1998)
- Magyar hangjai: Bolba Tamás, Glósz Viktor

Alicia, más néven "Al" (Christine Lakin)
- Fiús természetű lány. Az utolsó szezonban a középpontba kerül. (159 epizód, 1991-1998)
- Magyar hang: Vadász Bea

Brendan (Josh Byrne)
- Félénk, gondtalan ifjú. Végül eltűnt a sorozatból. (130 epizód, 1991-1997)
- Magyar hang: Szalay Csongor

Cody (Sasha Mitchell)
- Frank unokaöccse, egy különc kamasz, akinek a szíve aranyból van. Az udvaron, furgonjában lakik. (114 epizód, 1991-1998)
- Magyar hangjai: Széles László, Bor Zoltán, Szokol Péter

### Egyéb szereplők
- Jason Marsden ( Rich Halke ) - JT barátja, később Dana párja, 53 epizódot szerepelt.
- Patrika Darbo ( Penny Baker ) - Carol testvére , 22 epizód szerepelt még sorozat elején.
- Peggy Rea ( Ivy Baker ) Carol és Penny anyja, 22 epizód szerepelt még sorozat elején.
- Lilly Foster-Lambert (Emily Mae Young) - Carol és Frank közös gyermeke.

Magyar hang: Kántor Kitty
- Jean-Luc Rieupeyroux (Bronson Pinchot) - férfi kozmetikus, Carol üzleti partnere. 24 epizódot szerepelt

Magyar hang: Fekete Zoltán, Lux Ádám

## Epizódok
| Évad | Évad | Részek száma | Részek száma | Eredeti sugárzás     | Eredeti sugárzás    | Eredeti adó | Magyar sugárzás     | Magyar sugárzás     | Magyar adó |
| Évad | Évad | Részek száma | Részek száma | Évadbemutató         | Évadzáró            | Eredeti adó | Évadbemutató        | Évadzáró            | Magyar adó |
| ---- | ---- | ------------ | ------------ | -------------------- | ------------------- | ----------- | ------------------- | ------------------- | ---------- |
|      | 1.   | 22           | 22           | 1991. szeptember 20. | 1992. április 24.   | ABC         | 2015. július 21.    | 2015. augusztus 5.  | RTL+       |
|      | 2.   | 24           | 24           | 1992. szeptember 18. | 1993. május 21.     | ABC         | 2015. augusztus 5.  | 2015. augusztus 21. | RTL+       |
|      | 3.   | 23           | 23           | 1993. szeptember 24. | 1994. május 20.     | ABC         | 2015. augusztus 21. | 2015. szeptember 7. | RTL+       |
|      | 4.   | 24           | 24           | 1994. szeptember 23. | 1995. május 19.     | ABC         | 2015. szeptember 8. | 2015. október 5.    | RTL+       |
|      | 5.   | 24           | 24           | 1995. szeptember 22. | 1996. május 17.     | ABC         | 2015. október 6.    | 2015. november 6.   | RTL+       |
|      | 6.   | 24           | 24           | 1997. március 7.     | 1997. augusztus 15. | ABC         | 2015. november 9.   | 2015. december 9.   | RTL+       |
|      | 7.   | 19           | 19           | 1997. szeptember 19. | 1998. június 26.    | CBS         | 2015. december 10.  | 2016. január 5.     | RTL+       |

## Fordítás
- Ez a szócikk részben vagy egészben  a   Step by Step (TV series) című angol Wikipédia-szócikk fordításán alapul.  Az eredeti cikk szerkesztőit annak laptörténete sorolja fel. Ez a jelzés csupán a megfogalmazás eredetét és a szerzői jogokat jelzi, nem szolgál a cikkben szereplő információk forrásmegjelöléseként.